# Knjaževsko-srpski teatar

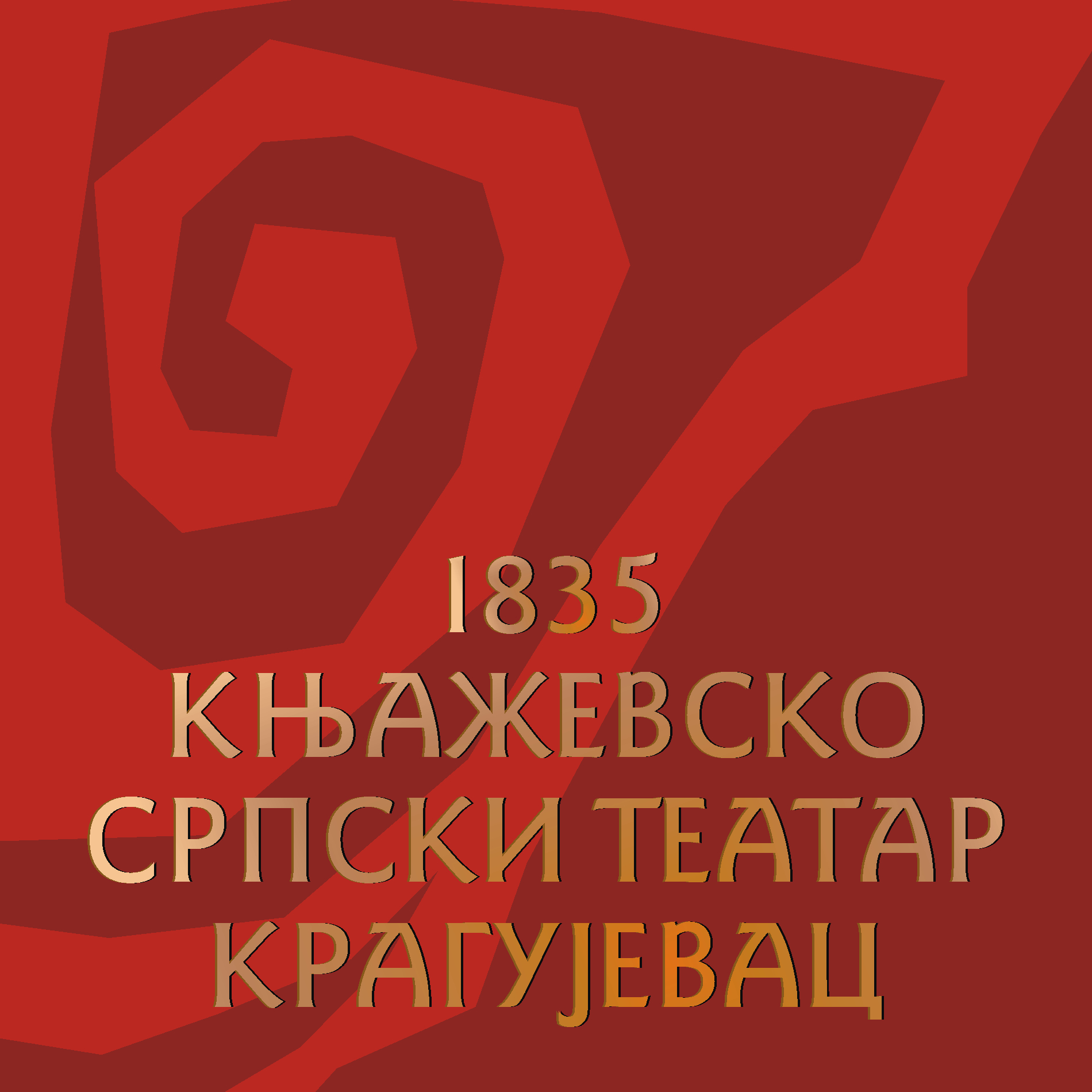
Logo teatru

Knjaževsko-srpski teatar (cyr. Књажевско-српски театар) – najstarszy teatr znajdujący się w Serbii Centralnej.
Teatr został założony w 1835 roku przez Miłosza I Obrenowicia. Pierwszym reżyserem w teatrze był Joakim Vujić. Teatr od 1985 roku corocznie przyznaje statuetkę Joakima Vujicia; jest także gospodarzem międzynarodowego festiwalu teatralnego Joakimfest. W 2005 roku teatr rozpoczął działalność wydawniczą. Od 2010 roku jest członkiem World Theater Network Interact. W latach 2008–2009 w repertuarze teatru znajdowały się między innymi sztuki Romeo i Julia, Pionierzy z Ingolstadt i Wędrówki autorstwa Miloša Crnjanskiego.

## Galeria

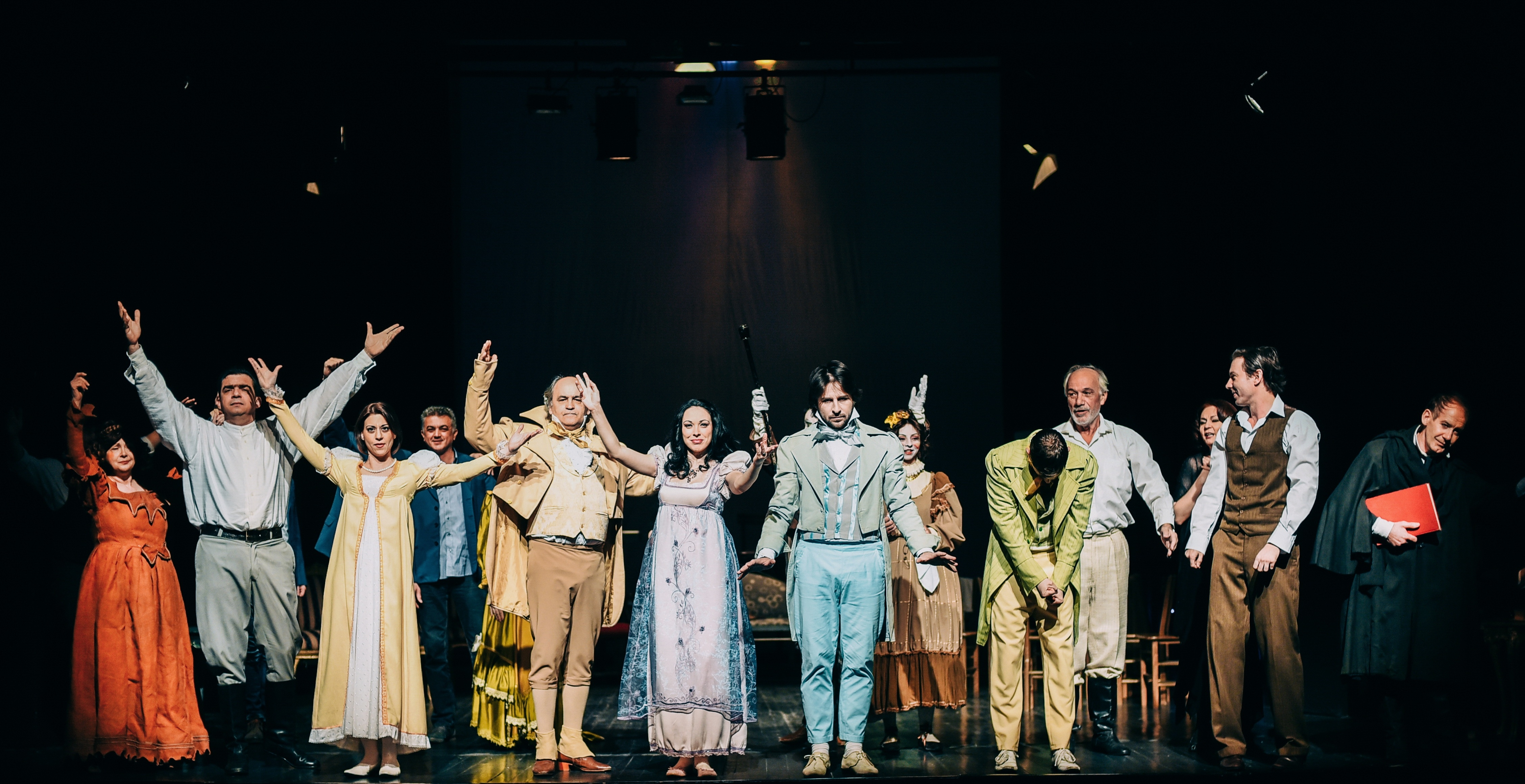
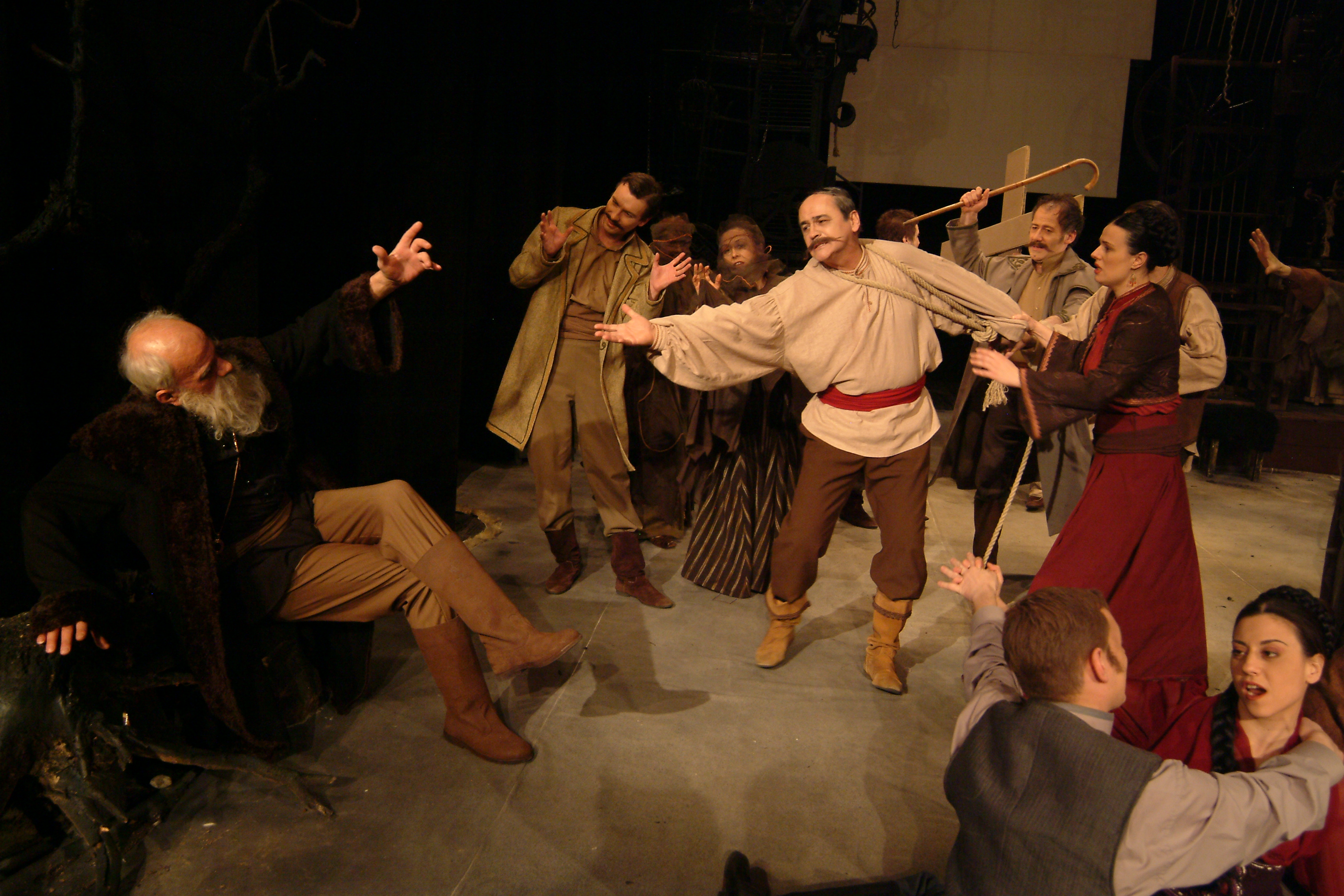
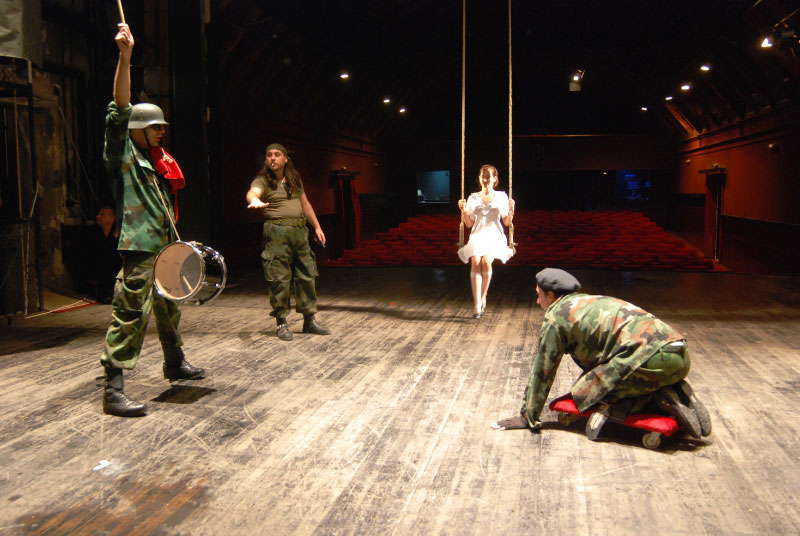
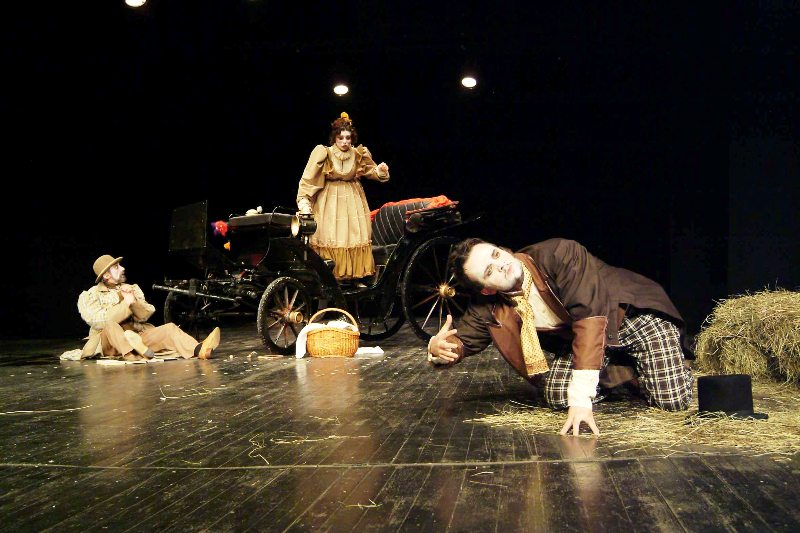
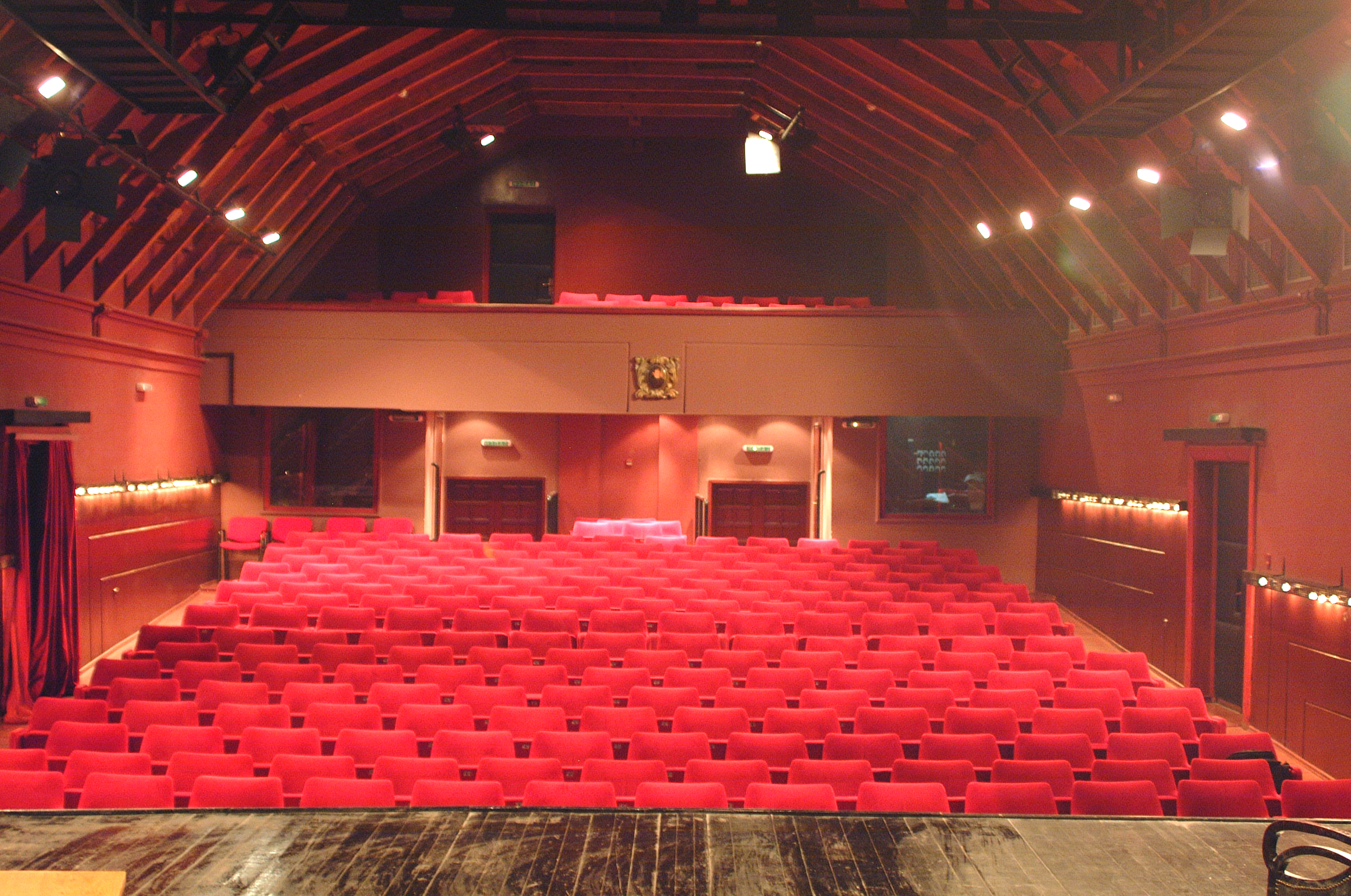